# 王明胜
王明胜（1959年—），安徽濉溪人，汉族，中华人民共和国政治人物、全国人民代表大会安徽地区代表，
中国共产党党员。现担任淮北矿业集团董事长。自2008年起担任全国人大代表。2013年，被选为全国人大代表。